# Haya griva
Haya griva es la única especie conocida del género extinto Haya de dinosaurio ornitisquio ornitópodo basal que vivió a finales del período Cretácico, hace aproximadamente 84 millones de años, durante el Santoniense, en lo que hoy es Asia.
Es conocido de varios especímenes bien preservados, hallados en la Formación Javkhlant de Mongolia, pertenecen a individuos en diferentes estadios de crecimiento y entre todos se puede encontrar una parte considerable del esqueleto.  La localidad probablemente data de la etapa Santoniense del Cretácico Superior. El holotipo, IGM 100/2017, es un cráneo completo con algunas vértebras cervicales asociadas. Fue nombrado originalmente por Peter J. Makovicky, Brandon M. Kilbourne, Rudyard W. Sadleir y Mark A. Norell en el año de 2011 y su especie tipo es Haya griva; el nombre viene del sánscrito Hayagriva, deidad con cabeza de caballo. Tras un análisis cladístico este género parece estar cercanamente relacionado con Jeholosaurus y Changchunsaurus. Un esqueleto de Haya preservó una enorme masa de gastrolitos. Han et al. nombrarón este clado Jeholosauridae en 2012.